# Романов, Иван Александрович (хоккеист)
Иван Александрович Романов (род. 20 января 1998, Пенза) — российский хоккеист, нападающий.мастер спорта России

## Биография
Начинал заниматься хоккеем в пензенском «Дизеле». В 2009 году перешёл в систему ярославского «Локомотива». С сезона 2014/15 стал играть в команде МХЛ-Б «Локо-Юниор», в следующем сезоне выступал в составе сборной России U18, игравшей в МХЛ. В сезоне 2016/17 провёл 26 матчей в МХЛ за «Локо» и 10 — в НМХЛ за «Локо-Юниор». В сезоне 2017/18 дебютировал в составе «Локомотива» в КХЛ, проведя четыре матча. Также сыграл два матча за «Рязань» в ВХЛ, 42 — за «Локо» и два — за «Локо-Юниор». Сезон 2018/19 провёл в команде ВХЛ «Лада» Тольятти. 5 июня 2019 года был обменян обратно на денежную компенсацию, стал играть за партнёрский клуб «Буран» Воронеж в ВХЛ; провёл один матч за «Локомотив». 1 мая 2021 покинул «Локомотив» по истечении контракта. 14 мая заключил соглашение с «Ладой».